# Lista chorążych reprezentacji Syrii na igrzyskach olimpijskich
Lista chorążych reprezentacji Syrii na igrzyskach olimpijskich – lista zawodników i zawodniczek reprezentacji Syrii, którzy podczas ceremonii otwarcia nowożytnych igrzysk olimpijskich nieśli flagę Syrii.

## Chronologiczna lista chorążych
| Lp. | Rok i miejsce        | Chorąży           | Dyscyplina           |
| --- | -------------------- | ----------------- | -------------------- |
| 1   | 1948, Londyn         | b. d.             |                      |
| 2   | 1968, Meksyk         | b. d.             |                      |
| 3   | 1972, Monachium      | Mounzer Khatib    | Strzelectwo          |
| 4   | 1980, Moskwa         | b. d.             |                      |
| 5   | 1984, Los Angeles    | Joseph Atiyeh     | Zapasy               |
| 6   | 1988, Seul           | b. d.             |                      |
| 7   | 1992, Barcelona      | b. d.             |                      |
| 8   | 1996, Atlanta        | Ghada Shouaa      | Lekkoatletyka        |
| 9   | 2000, Sydney         | Moutassem Ghotouq |                      |
| 10  | 2004, Ateny          | Mohammad Hazouri  | Lekkoatletyka        |
| 11  | 2008, Pekin          | Ahed Joughili     | Podnoszenie ciężarów |
| 12  | 2012, Londyn         | Majed Ghazal      | Lekkoatletyka        |
| 13  | 2016, Rio de Janeiro | Majed Ghazal      | Lekkoatletyka        |
| 14  | 2020, Tokio          | Hend Zaza         | Tenis stołowy        |
| 14  | 2020, Tokio          | Ahmad Hamcho      | Jeździectwo          |